# Peter Brunner
Peter Brunner (Lienz, 13 de noviembre de 1991) es un deportista austríaco que compite en biatlón. Ganó una medalla de oro en el Campeonato Europeo de Biatlón de 2014, en la prueba por relevos.

## Palmarés internacional
| Campeonato Europeo | Campeonato Europeo           | Campeonato Europeo | Campeonato Europeo |
| Año                | Lugar                        | Medalla            | Prueba             |
| ------------------ | ---------------------------- | ------------------ | ------------------ |
| 2014               | Nové Město (República Checa) | Medalla de oro     | Relevo             |